# Paul Mischke
Paul Mischke (* 26. Oktober 1902 in Breslau; † unbekannt) war ein deutscher Kriminalist, SS-Mitglied und Ermittler beim Bundesamt für Verfassungsschutz.
Mischke war Beamter der Kripo Breslau, bevor er im Februar 1934 zur Gestapo wechselte, die ihn in der Spionageabwehr in Münster, Hannover, Wien und Oppeln einsetzte. Im besetzten Polen diente er beim SD in Radom, von Februar 1940 in Kattowitz und ab 1942 in Litzmannstadt. Ab Juli 1943 war er bei der Kripo Bremen. Am 20. September 1937 beantragte er die Aufnahme in die NSDAP und wurde rückwirkend zum 1. Mai desselben Jahres aufgenommen (Mitgliedsnummer 5.544.121). 1940 schloss er sich der SS an, in der er bis zum Obersturmführer aufstieg.
Im bundesdeutschen Verfassungsschutz arbeitete er seit 1950 als freier Mitarbeiter und wurde 1953 regulär eingestellt. 1963 war er Regierungsrat.